# Purl
Purl é um curta de animação em computador americano de 2018 dirigido e escrito por Kristen Lester com a história de Michael Daley, Bradley Furnish, Lester e James Robertson, produzido pela Pixar Animation Studios e distribuído pela Walt Disney Studios Motion Pictures. É o primeiro curta lançado como parte do programa "SparkShorts" da Pixar, e se concentra em um novelo de lã chamado Purl, que é empregado em uma empresa dominante por seres humanos, o que faz com que ela seja ignorada por seus colegas de trabalho. O curta foi exibido no SIGGRAPH em 14 de agosto de 2018, estreou no El Capitan Theatre em 18 de janeiro de 2019 e lançado no YouTube em 4 de fevereiro de 2019, e no Disney+ em 12 de novembro de 2019, recebendo aplausos da crítica, especialmente por suas críticas temas.

## Enredo
Purl, um novelo humanóide de fios cor de rosa, começa uma posição básica em uma empresa chamada Capital B.R.O. Embora empolgada a princípio em trabalhar lá, ela logo percebe que seus parceiros mal a notam, apesar de suas tentativas de se encaixar. Depois de ficar sozinha enquanto seus colegas de trabalho saem para almoçar em grupo, Purl observa a partir de fotos da equipe de capital da empresa que é composto inteiramente de homens brancos em ternos e penteados semelhantes. Isso a inspira a mudar sua aparência e personalidade para se parecer com a deles. Depois que os outros funcionários retornam, Purl, agora conversando e agindo como todo mundo, é notada pelos colegas de trabalho, que a convidam para tomar um drinque. Antes do grupo partir, no entanto, um novelo de cor amarela chamado Lacy chega ao escritório para começar a trabalhar. Quando ela percebe que o novo novelo de lã também é ignorado, Purl faz amizade com Lacy e a convida a se juntar a eles para tomar uma bebida. Depois de algum tempo, Purl voltou à sua aparência original, e B.R.O. Demonstra-se que o capital é composto por uma combinação mais diversificada de homens e novelos de lã, que trabalham juntos como uma equipe.

## Elenco
- Bret Parker como Purl
- Emily Davis como Lacy

Os funcionários da Pixar, Michael Daley, Michael Frederickson, Erik Langley, Jimmy Lillard, Austin Madison, Kelsey Mann, Kyle McDaniel, Victor Navone e Michale Yates, deram a voz aos funcionários do sexo masculino da B.R.O. Capital, enquanto Aphton Corbin, Mitra Shahidi e o diretor da Pixar, Domee Shi, deram voz às funcionárias.

## Produção
Purl é o primeiro curta do programa "SparkShorts" da Pixar, no qual os funcionários da Pixar recebem seis meses e orçamentos limitados para produzir curtas-metragens de animação. A produtora Gillian Libbert-Duncan descreveu o curta como "um filme sobre pertencer". A escritora / diretora Kristen Lester foi inspirada por suas primeiras experiências em animação, nas quais ela era a mulher solitária, ao escrever a história do filme. Lester contou que, para se encaixar, ela "meio que se tornou um dos caras"; sua mudança para a Pixar, onde trabalhou em uma equipe com funcionárias, ajudou-a a redescobrir os aspectos femininos que ela havia suprimido. Quando ela explicou a história e o conceito a Libbert, Libbert também se referiu a ser mulher em um mundo dominado por homens.
Lester descreveu o B.R.O. Escritório de capital como "um escritório hiper-real". Os animadores desenvolveram o escritório para que parecesse "moderno e elegante", para que o personagem de Purl, a quem ela descreveu como "fofo" e "confuso", fosse mais fácil de interpretar "como um estranho". Lester explicou que sua escolha de descrever Purl como um novelo de lã foi inspirada por seu hobby de bombardeio de fios e como essa atividade demonstrou a versatilidade do fio. Lester também emprestou elementos de filmes como Working Girl e 9 to 5 para a história. Tendo iniciado a produção em setembro de 2018, Purl é a primeira produção original da Pixar a não envolver o ex-diretor criativo John Lasseter, que deixou a Pixar em junho de 2018 devido a alegações de má conduta sexual em relação a funcionárias.

## Música
A música do curta foi composta por Pinar Toprak, que foi inspirado na música jazz pelo estilo de som da trilha sonora. Toprak sugeriu pela primeira vez o lançamento da trilha sonora em 22 de fevereiro de 2019. A trilha sonora do filme, com a trilha sonora de Toprak, foi lançada em 15 de março de 2019, tornandoPurl o primeiro curta da Pixar a ter uma trilha sonora lançada, o segundo produto não cinematográfico da Pixar a ter uma trilha sonora lançada (depois de Toy Story of Terror), e o terceiro curta da Pixar a ter sua música original lançada (depois de Lava e Partysaurus Rex, que lançaram músicas criadas para os curtas).

## Recepção e Análise
O curta foi recebido com elogios universais, com muitos críticos elogiando-o como uma alegoria do feminismo. KC Ifeanyi, da FastCompany, escreveu que o filme "deveria ser o novo vídeo de treinamento em sensibilidade no local de trabalho para certas startups e empresas" devido a sua história, enquanto Molly Freeman, da ScreenRant, disse que "Purl toca no fenômeno dos locais de trabalho dominados por homens, particularmente o que as mulheres fazem (ou sentem que precisam fazer) para se encaixar nesses escritórios", e achava que "[os] olks que se sentiram similarmente ostracizados em seus locais de trabalho sem dúvida se relacionarão com Purl". Proma Khosla, de Mashable, escreveu que o filme é "uma alegoria transparente para mulheres que tentam quebrar o teto de vidro na cultura corporativa". Marc Snetiker, da Entertainment Weekly, disse que o filme "[comenta] rápida mas eficientemente sobre a prevalência de masculinidade tóxica na cultura do escritório e nos sistemas sociais dos clubes de garotos em vigor na América corporativa". Chris Morris, da Fortune, disse que "as impressões digitais do movimento contra o assédio sexual no escritório estão espalhadas por todo o filme", sentindo que "visa a culturas carregadas de testosterona e a importância da diversidade no local de trabalho". Samantha Leach, da Glamour, disse que "se você é uma mulher, uma pessoa trans, uma pessoa de cor ou um novelo de lã, Purl é um símbolo extremamente relacionável para a necessidade de diversidade no local de trabalho". Andre Todd, do Birth.Movies.Death, disse que Purl "é um curta incrível e um comentário sobre os ambientes tóxicos comuns a muitos locais de trabalho na indústria da animação e além. Pode até ser lido, especificamente, como um comentário sobre Pixar em si ". Emily Canal, Inc., disse que "[ele] enfatiza a importância da inclusão e diversidade no local de trabalho, pois Purl é ignorado, encerrado em reuniões e excluído de eventos de vínculo de ausência temporária simplesmente porque ela é diferente", e que "o filme é engraçado, mas também aborda duas queixas de longa data sobre indústrias dominadas por homens, como tecnologia e capital de risco: elas ainda estão muito atrasadas em termos de contratação de equipes diversas e divulgação pública desses números, duas coisas que os gerentes de RH dizem são essenciais para impedir culturas de trabalho tóxicas ou alienantes ".
Renee Nelson, de 92 Moose, ficou muito satisfeita com os temas do filme, comparando-se ao personagem-título, escrevendo: "Estive em muitas dessas situações ao longo dos anos. Com o tempo, vi muitas mulheres postando que elas não enfrentaram isso. tipo de ambiente e para eles digo FANTÁSTICO! Estou feliz por você, nem todos nós tivemos tanta sorte ". Rae Alexandra, do KQED, disse que "[o] gênio de Purl é que ela captura, em oito deliciosos minutos, a importância da diversificação dos locais de trabalho e as dificuldades enfrentadas pelos pioneiros que o fazem". Sophia Confort, da Associations Now, disse que Purl "indica onde as organizações devem se esforçar mais se estiverem comprometidas com equipes mais diversas e inclusivas". Chris Morris, do Fórum Econômico Mundial, elogiou a diferença por suas diferenças com as produções anteriores da Pixar, escrevendo que "[é] atrevido (bem, pelo menos para os padrões da Pixar), apresenta a palavra" burro "e não tem medo de enfrentar a atualidade. questões de caso de maneira direta ". Purl também foi recebido com uma recepção positiva nas mídias sociais.

## Lançamento
O curta foi lançado pela primeira vez no SIGGRAPH em 14 de agosto de 2018. Ele teve sua estreia mundial no El Capitan Theatre em 18 de janeiro de 2019, juntamente com Smash and Grab e Kitbull. O curta foi lançado oficialmente no canal da Pixar no YouTube em 4 de fevereiro de 2019 e na Disney+em 12 de novembro de 2019, ao lado dos colegas "SparkShorts", Smash and Grab, Kitbull e Float.

## Ligações Externas
- Purl. no IMDb.
- Purl no YouTube